# 情事 (矢沢永吉のアルバム)
『情事』（じょうじ）は、矢沢永吉の17作目のスタジオ・アルバム。1989年6月21日に発売された。

## 概要
キャッチコピーは『こんにちは、まっすぐの不良でございます。』。
『共犯者』（1988年7月6日）以来11か月ぶりの新作で、先行シングル「SOMEBODY'S NIGHT」がタイアップ曲になり、フジテレビ系音楽番組『夜のヒットスタジオDELUXE』より出演オファーを受け初出演し、矢沢はアルバムジャケット写真に登場した数多のモデルたちを従え、同曲をテレビで初披露した。
プロデュースは矢沢とTony Tavernerの共同で、作詞は、初顔合せとなる売野雅勇が9曲、大津あきらが1曲を手掛けている。
矢沢のアルバムとしてアナログ・レコードでの最後のリリースとなった。

## 批評
| 専門評論家によるレビュー | 専門評論家によるレビュー |
| レビュー・スコア         | レビュー・スコア         |
| 出典                     | 評価                     |
| ------------------------ | ------------------------ |
| CDジャーナル             | 肯定的                   |

CDジャーナルは、「革新的なことを試みているわけではないのに、ホーン・セクションを絡ませた演奏といい、ヴォーカルといい、実に新鮮な味がある」と肯定的に評価している。

## 収録曲
| 全作曲: 矢沢永吉、全編曲: George McFarlane and Jim Williams。 |                        |            |            |                                          |      |
| #                                                             | タイトル               | 作詞       | 作曲・編曲 | タイアップ                               | 時間 |
| 1.                                                            | 「SOMEBODY'S NIGHT」   | 売野雅勇   | 矢沢永吉   | AXIAビデオテープ イメージ・ソング        | 3:49 |
| 2.                                                            | 「赤いルビー」         | 売野雅勇   | 矢沢永吉   |                                          | 3:54 |
| 3.                                                            | 「時計仕掛けの日々」   | 大津あきら | 矢沢永吉   |                                          | 3:47 |
| 4.                                                            | 「太陽の領域」         | 売野雅勇   | 矢沢永吉   | '89JAL沖縄 キャンペーン・イメージソング  | 4:18 |
| 5.                                                            | 「夜間飛行」           | 売野雅勇   | 矢沢永吉   |                                          | 3:59 |
| 6.                                                            | 「FLESH AND BLOOD」    | 売野雅勇   | 矢沢永吉   | AXIA オーディオテープ イメージ・ソング   | 3:58 |
| 7.                                                            | 「早冬の気配」         | 売野雅勇   | 矢沢永吉   |                                          | 4:22 |
| 8.                                                            | 「哀しみの彼方へ」     | 売野雅勇   | 矢沢永吉   |                                          | 3:33 |
| 9.                                                            | 「CRAZY DIZZY NIGHTS」 | 売野雅勇   | 矢沢永吉   |                                          | 3:50 |
| 10.                                                           | 「愛しい風」           | 売野雅勇   | 矢沢永吉   | 東宝東和提供『子熊物語』メッセージソング | 4:24 |
| 合計時間:                                                     | 合計時間:              | 合計時間:  | 合計時間:  | 39:54                                    |      |

## リリース履歴
| 規格 | 発売日        | レーベル             | 品番      | 備考                                                |
| ---- | ------------- | -------------------- | --------- | --------------------------------------------------- |
| CD   | 1989年6月21日 | EAST WORLD / 東芝EMI | CT32-5500 |                                                     |
| CT   | 1989年6月21日 | EAST WORLD / 東芝EMI | ZT28-5500 | スリーブケース仕様 「EXPANDED DYNAMIC RANGE」で制作 |
| LP   | 1989年6月21日 | EAST WORLD / 東芝EMI | RT28-5500 |                                                     |
| CD   | 2010年1月20日 | GARURU RECORDS       | GRRC-21   | 紙ジャケット仕様                                    |